# Leandro Fonseca
Leandro Fonseca (* 14. Februar 1975 in Jaboticabal, São Paulo) ist ein ehemaliger brasilianischer Fußballspieler (Stürmer). Mitte 2010 beendete er seine Karriere.

## Karriere
Leandro Fonseca wechselte zum 1. Juli 1994 von Matsubara zum FC Carl Zeiss Jena. Beim FC Carl Zeiss Jena spielte Fonseca in der Saison 1994/95 in der drittklassigen Regionalliga Nordost, hinterließ aber mit nur einem Einsatz über 26. Minuten bei seiner ersten Station in Deutschland keinen bleibenden Eindruck. Aber bereits 1999/2000 lief er nach Stationen in der Schweiz (31 Spiele (4 Tore) in der Nationalliga A für den FC St. Gallen, 2 Spiele (2 Tore) in der Nationalliga B für den FC Wil 1900 und 15 Spiele (6 Tore) in der Nationalliga A, 4 Spiele (3 Tore) in der Nationalliga B und 15 Ligaqualifikationsspiele (9 Tore) für den Yverdon Sport FC) nunmehr in der deutschen ersten Liga, der Bundesliga, für den SSV Ulm 1846 auf. Nachdem Ulm abgestiegen war (25 Spiele, 3 Tore), blieb er dem Verein in der zweiten Liga (25 Spiele, 8 Tore) ein weiteres Jahr treu. Als jedoch der Absturz in den Amateurfußball feststand, wechselte er 2001 kurz ohne Einsatz bei Coritiba FC in seiner Heimat Brasilien nach anderen Schweizer Zwischenstationen (2001/2002 12 Spiele (9 Tore) in der Nationalliga A für FC Lausanne-Sport und 2002/2003 34 Spiele (17 Tore) in der Nationalliga A für Neuchâtel Xamax) 2004 zu den Young Boys nach Bern. Dort gelangen ihm in einer Saison in 34 Spielen der ersten Schweizer Liga 16 Tore und 17 Vorlagen, worauf er wieder in die Bundesliga wechselte, diesmal zu Hannover 96. Er konnte sich aber, unter anderem wegen Verletzungen, nicht durchsetzen, spielte in 20 Ligaspielen (2 Tore) und wechselte nach einer Saison zum Zürcher Stadtklub Grasshopper. Verletzungsbedingt konnte er nur elf Ligaspiele bei den Hoppers absolvieren, in denen er kein Tor schoss. Im Sommer 2006 wechselte er ins Berner Oberland zum FC Thun, erzielte aber in 19 Erstligaspielen nur zwei Tore. 2007 kehrte er zum Yverdon Sport FC, welcher in der zweiten Schweizer Liga spielte, zurück und schoss in der Saison 2007/2008 14 Tore in 30 Spielen. Ab Anfang 2009 spielte er für verschiedene Clubs in Brasilien (2009 zwei Spiele (1 Tor) für Campinense Club in der brasilianischen Série B und im gleichen Jahr 14 Spiele (4 Tore) in der Staatsmeisterschaft von São Paulo für Mirassol FC, wobei Mirassol FC in der Endabrechnung den Platz 7 belegte). Zum 1. Mai 2010 beendete er seine Karriere.
Insgesamt lief er 45 mal in der Bundesliga auf (25 mal für Ulm und 20 mal für Hannover) und konnte dabei 5 Tore erzielen. Für Ulm spielte er auch noch 25 mal in der zweiten Liga (8 Tore).